# Foot-Ball Club Juventus 1934-1935
Questa voce raccoglie le informazioni riguardanti il Foot-Ball Club Juventus nelle competizioni ufficiali della stagione 1934-1935.

## Stagione
Nella stagione 1934-1935 la Juventus disputò il sesto campionato di Serie A a girone unico della sua storia, vincendo il quinto scudetto consecutivo.

## Divise
| Casa | 1ª portiere | 2ª portiere |

## Organigramma societario
Area direttiva
- Presidente: Edoardo Agnelli

Area tecnica
- Allenatore: Carlo Carcano, poi dal 9 dicembre 1934[2] Carlo Bigatto (coadiuvato da Benedetto Gola)

## Rosa
| N. |                   | Ruolo | Calciatore         |
| -- | ----------------- | ----- | ------------------ |
|    | Italia (bandiera) | P     | Attilio Bulgheri   |
|    | Italia (bandiera) | P     | Eugenio Staccione  |
|    | Italia (bandiera) | P     | Cesare Valinasso   |
|    | Italia (bandiera) | D     | Umberto Caligaris  |
|    | Italia (bandiera) | D     | Alfredo Foni       |
|    | Italia (bandiera) | D     | Virginio Rosetta   |
|    | Italia (bandiera) | D     | Varglien II        |
|    | Italia (bandiera) | C     | Luigi Bertolini    |
|    | Italia (bandiera) | C     | Teobaldo Depetrini |
|    | Italia (bandiera) | C     | Luis Monti         |
|    | Italia (bandiera) | C     | Gastone Prendato   |

| N. |                   | Ruolo | Calciatore        |
| -- | ----------------- | ----- | ----------------- |
|    | Italia (bandiera) | C     | Luciano Ramella   |
|    | Italia (bandiera) | C     | Pietro Serantoni  |
|    | Italia (bandiera) | C     | Varglien I        |
|    | Italia (bandiera) | A     | Borel II          |
|    | Italia (bandiera) | A     | Lino Cason        |
|    | Italia (bandiera) | A     | Renato Cesarini   |
|    | Italia (bandiera) | A     | Diena II          |
|    | Italia (bandiera) | A     | Giovanni Ferrari  |
|    | Italia (bandiera) | A     | Guglielmo Gabetto |
|    | Italia (bandiera) | A     | Raimundo Orsi     |
|    | Italia (bandiera) | A     | Alberto Tiberti   |

## Risultati

### Serie A

#### Girone di andata
| Arbitro: | Scarpi (Dolo) |

|  |           |                         |
|  | Marcatori | 66’ Borel 74’ Serantoni |

| Arbitro: | Mastellari (Bologna) |

|                       |           |              |
| Borel 60’ Ferrari 83’ | Marcatori | 10’ Ferraris |

| Arbitro: | Barlassina (Novara) |

|  |           |             |
|  | Marcatori | 49’ Ferrari |

| Arbitro: | Scorzoni (Bologna) |

|           |           |          |
| Borel 51’ | Marcatori | 6’ Baldi |

| Arbitro: | Turbiani (Ferrara) |

|                                                        |           |                                 |
| Piola 37’, 77’ J. Fantoni 39’ Demaría 50’ Levratto 73’ | Marcatori | 15’ Cesarini 80’, 89’ Serantoni |

| Arbitro: | Ciamberlini (Genova) |

|             |           |  |
| Ferrari 69’ | Marcatori |  |

| Arbitro: | Levrero (Genova) |

|            |           |                         |
| Busoni 12’ | Marcatori | 68’ Serantoni 86’ Borel |

| Torino 2 dicembre 1934, ore 14:30 CET 8ª giornata | Juventus         | 0 – 0 referto | Triestina | Stadio Municipale Benito Mussolini\| Arbitro: \| Caironi (Milano) \| |
| Arbitro:                                          | Caironi (Milano) |               |           |                                                                      |

| Arbitro: | Barlassina (Novara) |

|                          |           |  |
| Schiavio 10’ Fedullo 13’ | Marcatori |  |

| Arbitro: | Dattilo (Roma) |

|                                          |           |              |
| Borel 6’ Cesarini 46’, 69’ Serantoni 63’ | Marcatori | 30’ Riccardi |

| Palermo 6 gennaio 1935, ore 14:30 CET 11ª giornata | Palermo            | 0 – 0 referto | Juventus | Stadio Littorio\| Arbitro: \| Scorzoni (Bologna) \| |
| Arbitro:                                           | Scorzoni (Bologna) |               |          |                                                     |

| Arbitro: | Ciamberlini (Genova) |

|                |           |                |
| Scaramelli 29’ | Marcatori | 59’, 83’ Borel |

| Arbitro: | Scotto (Savona) |

|           |           |  |
| Borel 38’ | Marcatori |  |

| Arbitro: | Gianelli (Genova) |

|  |           |          |
|  | Marcatori | 65’ Orsi |

| Torino 3 febbraio 1935, ore 14:30 CET 15ª giornata | Juventus           | 0 – 0 referto | Fiorentina | Stadio Municipale Benito Mussolini\| Arbitro: \| Scorzoni (Bologna) \| |
| Arbitro:                                           | Scorzoni (Bologna) |               |            |                                                                        |

#### Girone di ritorno
| Torino 10 febbraio 1935, ore 14:30 CET 16ª giornata | Juventus            | 0 – 0 referto | Brescia | Stadio Municipale Benito Mussolini\| Arbitro: \| Barlassina (Novara) \| |
| Arbitro:                                            | Barlassina (Novara) |               |         |                                                                         |

| Napoli 24 febbraio 1935, ore 15:00 CET 17ª giornata | Napoli        | 0 – 0 referto | Juventus | Stadio Partenopeo\| Arbitro: \| Scarpi (Dolo) \| |
| Arbitro:                                            | Scarpi (Dolo) |               |          |                                                  |

| Arbitro: | Pasinato (Venezia) |

|                                     |           |  |
| Borel 1’, 56’ Orsi 55’ Cesarini 60’ | Marcatori |  |

| Arbitro: | Gianelli (Genova) |

|        |           |                                     |
| Bo 84’ | Marcatori | 74’ Borel 79’ Monti 81’ (rig.) Orsi |

| Arbitro: | Levrero (Genova) |

|                                                              |           |                |
| Ferrari 9’, 23’, 44’ Orsi 62’ Depetrini 71’ Borel 82’ (rig.) | Marcatori | 57’ L. Fantoni |

| Milano 31 marzo 1935, ore 15:00 CET 21ª giornata | Ambrosiana-Inter   | 0 – 0 referto | Juventus | Arena Civica\| Arbitro: \| Scorzoni (Bologna) \| |
| Arbitro:                                         | Scorzoni (Bologna) |               |          |                                                  |

| Arbitro: | Scotto (Savona) |

|                      |           |            |
| G. Varglien 73’, 87’ | Marcatori | 90’ Busoni |

| Arbitro: | Scarpi (Dolo) |

|                      |           |           |
| Mian 3’ Colaussi 75’ | Marcatori | 25’ Monti |

| Arbitro: | Bevilacqua (Viareggio) |

|                 |           |  |
| G. Varglien 79’ | Marcatori |  |

| Alessandria 28 aprile 1935, ore 15:30 CET 25ª giornata | Alessandria       | 0 – 0 referto | Juventus | Campo del Littorio\| Arbitro: \| Gianelli (Genova) \| |
| Arbitro:                                               | Gianelli (Genova) |               |          |                                                       |

| Arbitro: | Mastellari (Bologna) |

|                             |           |              |
| G. Varglien 8’ Cesarini 89’ | Marcatori | 5’ Blasevich |

| Arbitro: | Scotto (Savona) |

|                           |           |            |
| G. Varglien 28’ Borel 69’ | Marcatori | 82’ Bodini |

| Arbitro: | Levrero (Genova) |

|                            |           |  |
| Arcari 15’, 69’ Romani 66’ | Marcatori |  |

| Arbitro: | Zelocchi (Modena) |

|                              |           |  |
| Bertolini 49’, 55’ Diena 65’ | Marcatori |  |

| Arbitro: | Scarpi (Dolo) |

|  |           |             |
|  | Marcatori | 81’ Ferrari |

### Coppa dell'Europa Centrale

#### Ottavi di finale
| Arbitro: | Ivancsics |

|                           |           |                               |
| Bína 19’ Biró 36’ Hes 61’ | Marcatori | 25’, 62’ Borel II 33’ Ferrari |

| Arbitro: | Beranek |

|                                                |           |           |
| Ferrari 6’, 87’ Borel II 25’, 69’ Diena II 39’ | Marcatori | 80’ Horák |

#### Quarti di finale
| Arbitro: | Beranek |

|                   |           |                                      |
| Müller 75’ (rig.) | Marcatori | 51’ Ferrari 65’ Gabetto 67’ Diena II |

| Arbitro: | Bizík |

|             |           |            |
| Ferrari 15’ | Marcatori | 48’ Titkos |

#### Semifinali
| Arbitro: | Beranek |

|                                 |           |  |
| Faczinek 43’ Zajíček 67’ (rig.) | Marcatori |  |

| Arbitro: | Ivancsics |

|                               |           |             |
| Prendato 1’ Borel II 52’, 90’ | Marcatori | 65’ Nejedlý |

| Arbitro: | Fogg |

|                                               |           |                 |
| Zajíček 21’, 87’ Braine 37’, 85’ Faczinek 40’ | Marcatori | 70’ (rig.) Foni |

## Statistiche

### Statistiche di squadra
| Competizione  | Punti | In casa | In casa | In casa | In casa | In casa | In casa | In trasferta | In trasferta | In trasferta | In trasferta | In trasferta | In trasferta | Totale | Totale | Totale | Totale | Totale | Totale | DR  |
| Competizione  | Punti | G       | V       | N       | P       | Gf      | Gs      | G            | V            | N            | P            | Gf           | Gs           | G      | V      | N      | P      | Gf     | Gs     | DR  |
| ------------- | ----- | ------- | ------- | ------- | ------- | ------- | ------- | ------------ | ------------ | ------------ | ------------ | ------------ | ------------ | ------ | ------ | ------ | ------ | ------ | ------ | --- |
| Serie A       | 44    | 15      | 11      | 4       | 0       | 29      | 7       | 15           | 7            | 4            | 4            | 16           | 15           | 30     | 18     | 8      | 4      | 45     | 22     | +23 |
| Coppa Mitropa | -     | 3       | 2       | 1       | 0       | 9       | 3       | 4            | 1            | 1            | 2            | 7            | 11           | 7      | 3      | 2      | 2      | 16     | 14     | +2  |
| Totale        | -     | 18      | 13      | 5       | 0       | 38      | 10      | 19           | 8            | 5            | 6            | 23           | 26           | 37     | 21     | 10     | 6      | 61     | 36     | +25 |

### Statistiche dei giocatori
| Giocatore        | Serie A  | Serie A | Coppa Mitropa | Coppa Mitropa | Totale   | Totale |
| Giocatore        | Presenze | Reti    | Presenze      | Reti          | Presenze | Reti   |
| ---------------- | -------- | ------- | ------------- | ------------- | -------- | ------ |
| L. Bertolini     | 26       | 2       | 7             | 0             | 33       | 2      |
| F. Borel (II)    | 29       | 14      | 7             | 6             | 36       | 20     |
| U. Caligaris     | 11       | 0       | 0             | 0             | 11       | 0      |
| L. Cason         | 1        | 0       | 0             | 0             | 1        | 0      |
| R. Cesarini      | 25       | 5       | 7             | 0             | 32       | 5      |
| T. Depetrini     | 14       | 1       | 0             | 0             | 14       | 1      |
| A. Diena (II)    | 9        | 1       | 4             | 2             | 13       | 3      |
| G. Ferrari       | 26       | 7       | 7             | 5             | 33       | 12     |
| A. Foni          | 27       | 0       | 7             | 1             | 34       | 1      |
| G. Gabetto       | 6        | 0       | 7             | 1             | 13       | 1      |
| L. Monti         | 20       | 2       | 7             | 0             | 27       | 2      |
| R. Orsi          | 21       | 4       | 0             | 0             | 21       | 4      |
| G. Prendato      | 0        | 0       | 3             | 1             | 3        | 1      |
| L. Ramella       | 2        | 0       | 0             | 0             | 2        | 0      |
| V. Rosetta       | 22       | 0       | 7             | 0             | 29       | 0      |
| P. Serantoni     | 15       | 5       | 0             | 0             | 15       | 5      |
| A. Tiberti       | 2        | 0       | 0             | 0             | 2        | 0      |
| C. Valinasso     | 30       | -22     | 7             | -14           | 37       | -36    |
| G. Varglien (II) | 16       | 4       | 0             | 0             | 16       | 4      |
| M. Varglien (I)  | 28       | 0       | 7             | 0             | 35       | 0      |